# Ron Huldai
Ron Huldai (hebreiska: רון חולדאי ), född 26 augusti 1944 i kibbutz Hulda, är en israelisk tidigare stridspilot, brigadgeneral och skolledare.
Han är medlem i arbetarpartiet och borgmästare i Tel Aviv sedan november 1998.